# Lewonorgestrel
Lewonorgestrel – organiczny związek chemiczny, syntetyczny progestagen drugiej generacji używany jako aktywny składnik antykoncepcji hormonalnej, w tym tabletek dwu- i jednoskładnikowych, antykoncepcji awaryjnej, systemów domacicznych i implantów antykoncepcyjnych oraz hormonalnej terapii zastępczej. W dawce 5×10−5 mol/l ogranicza namnażanie i wzmaga apoptozę w komórkach zrębowych i gruczołowych ludzkiego endometrium.